# Vaitupu
Vaitupu és l'illa més gran de Tuvalu i la segona més poblada.

## Geografia
Vaitupu consisteix en una illa central rodejada d'una llacuna tancada pels esculls. La superfície total és de 5,09 km². La llacuna té una amplada entre 750 m i 1,6 km, i els esculls de corall entre 200 m i 700 m. A l'extrem sud els esculls s'obren en dos passos: Tefuta i Alia Opeti. Al sud-est de l'illa hi ha alguns illots: Lusamotu, Te Motu Olepa, Masana i Motutanifa.
Vaitupu és la segona illa més poblada de Tuvalu, amb una població de 1.591 habitants al cens del 2002. L'única vila de l'illa és Asau. Disposa de l'única escola de secundària de Tuvalu, Motufoua, on hi viuen uns 600 estudiants de tot l'arxipèlag. Va ser fundada, el 1905, per la London Missionary Society.

## Història
Les tradicions diuen que el primer colonitzador va ser el samoà Telematua. Tenia una dona a Funafuti i una altra a Vaitupu anomenada Tupu. Sovint sortia de Funafuti dient que anava a veure na Tupu, en samoà voai ia Tupu d'on prové el nom de l'illa. El primer occidental en arribar-hi, el 1825, va ser el nord-americà Obed Starbuck del balener Loper.